# Août 1837

## Événements
- 2 août : le Congrès refuse l’annexion du Texas malgré le souhait de ses habitants.
- 4 août : Louis-Napoléon Bonaparte est de retour auprès de sa mère, la reine Hortense, en Suisse, au château d'Arenenberg.
- 10 août - 14 septembre : voyage annuel de Victor Hugo avec Juliette Drouet. Creil, Breteuil, Amiens, Picquigny, Abbeville, Doullens, Arras, Douai, Valenciennes, Mons, Bruxelles, Louvain, Malines, Lierre, Turnhout, Anvers, Gand, Audenarde, Tournai, Courtrai, Menin, Ypres, Bruges, Ostende, Furnes, Dunkerque, Calais, Boulogne, Étaples, Montreuil, Bernay-en-Ponthieu, Abbeville, Rambures, Gamaches, Eu, Abbeville, Mers, Ault, Cayeux, Saint-Valery-sur-Somme, Le Havre, Elbeuf, Rouen, Pont-de-l'Arche… La famille Hugo, elle, séjourne à Auteuil.
- 12 août : première régate d’aviron en France (Dieppe).
- 24 août, France : inauguration de la ligne de Paris à Saint-Germain-en-Laye (limitée au Pecq) par la reine Marie-Amélie, épouse du roi Louis-Philippe (18 km).
- 25 août, France : ordonnance du Roi portant autorisation de la Compagnie du chemin de fer de Paris, Meudon, Sèvres et Versailles (RG).
- 26 août :
  - ouverture de la ligne de chemin de fer de Paris à Saint-Germain-en-Laye. La gare se trouve rue de Londres et le trajet dure une demi-heure;
  - inauguration de la voie ferrée reliant l’embarcadère de Tivoli (gare Saint-Lazare) à l’embarcadère du Pecq (18 kilomètres).

## Naissances
- 11 août : Sadi Carnot futur président de la République française
- 15 août : Ludwig Angerer, photographe austro-hongrois.
- 24 août : Théodore Dubois, compositeur français.
- 26 août : Edmund Weiss (mort en 1917), astronome autrichien.
- 31 août : Édouard Stephan (mort en 1923), astronome français.